# Tereza Nvotová
Tereza Nvotová (ur. 22 stycznia 1988 w Trnawie) – słowacka reżyserka, scenarzystka i aktorka. 

## Biografia
Nvotová urodziła się w 1988 r. w Trnawie, w ówczesnej Czechosłowacji. Jest córką reżysera i aktora Juraja Nvoty i aktorki Anny Šiškovej. Siostra, Dorota Nvotová, jest także aktorką. Uczyła się w dwujęzycznej szkole prowadzonej przez Ruch Wiary. Studiowała na Wydziale Filmowym i Telewizyjnym Akademii Sztuk Scenicznych w Pradze. W 2013 r. ukończyła reżyserię filmów dokumentalnych, a w 2017 r. reżyserię filmów fabularnych. Obecnie prowadzi zajęcia z reżyserii na swojej Alma Mater. Jest członkiem Europejskiej Akademii Filmowej i Czeskiej Akademii Filmowej. Jej mężem jest amerykański aktor Jacob Pitts, dlatego swój czas dzieli między Pragę i Nowym Jork.

## Kariera
Swoją karierę artystyczną rozpoczęła jako aktorka w kilku filmach, produkcjach telewizyjnych, widowiskach i serialach. W 2008 r., zanim rozpoczęła studia, powstał debiut reżyserski Terezy, dokumentalny film Ježíš je normální! zainspirowany doświadczeniami wyniesionymi z dorastania w ruchu chrześcijańskim. W 2017 r. wyreżyserowała kolejny film dokumentalny Mečiar, the Lust for Power, który znalazł się na krótkiej liście nagród Europejskiej Akademii Filmowej 2018.  
W 2017 r. powstał czesko-słowacki film fabularny Brud (Špína)  w reżyserii Nvotovej będący jej pełnometrażowym debiutem. Po raz pierwszy wyświetlony został na  Międzynarodowym Festiwalu Filmowym w Rotterdamie. Film zdobył wiele nagród, m.in.: Nagrodę Czeskich Krytyków Filmowych za najlepszy film 2017 r., Czeskiego Lwa za najlepszy montaż (Jiří Brožek, Michal Lánský, Jana Vlčková), główną nagrodę na FEST Festival Novos Realizadores | Novo Cinema w Espinho. W 2020 r. został uznany za najlepszy film na Międzynarodowym Festiwalu Filmowym w Valladolid.
Jej drugi film fabularny Światłonoc (Světlonoc, 2022) zdobył Pardo d'oro Cineasti del presente - Premio Nescens na Międzynarodowym Festiwalu Filmowym w Locarno   i Silver Méliès na Katalońskim Międzynarodowym Festiwalu Filmowym w Sitges. Film wyświetlany był na ponad 40 międzynarodowych festiwalach filmowych, gdzie Tereza otrzymała wiele nagród za najlepszą reżyserię.   

## Filmografia

### Reżyser[6]
- 2009: Jezus jest w porządku (ory. Ježíš je normální!)
- 2009: 4 díly TV pořadu Báječná léta bez opony[10]
- 2013: Mečiar
- 2017: Mečiar, the Lust for Power
- 2017: Brud (ory. Špína)
- 2022: Światłonoc (ory. Světlonoc)

### Aktorka[6]
- 2007: Kuličky (Angela)
- 2008: Malé oslavy (Agáta)
- 2009: Tango s komármi (Tina Demanová)
- 2010: Bludičky (Eva)
- 2011: Alma (Marie)
- 2012: Gympl s (r)učením omezeným (Isabela Kaplanová)
- 2014: 10 pravidel jak sbalit holku (Marie)